# Kostel Nanebevzetí Panny Marie (Laškov)
Kostel Nanebevzetí Panny Marie je farní kostel v Laškově v okrese Prostějov, asi 8 km východně od Konice. Spadá pod Římskokatolickou farnost Laškov. Kostel je dominantou obce a je využíván k pravidelným bohoslužbám. Od roku 1958 je památkově chráněný.

## Historie
Kostel byl vystavěn v letech 1612–1620 Bohušem starším Kokorským z Kokor v renesančním stylu. Jeho založení je věnována pískovcová pamětní deska, která je zasazena ve zdi na vnější straně presbytáře. Podle zdiva nalezeného při opravě v roce 1939 lze soudit, že nahradil kostel nebo kapli, která na místě stála původně. Tento původní kostel byl vysvěcen někdy mezi lety 1579 a 1598 olomouckým biskupem knížetem Stanislavem II. Pavlovským.
V roce 1806 prošel kostel významnou přestavbou. Byla přistavěna nová sakristie, loď byla prodloužena a došlo k výměně oken. V roce 1840 byly zakoupeny varhany, jež byly v roce 1899 nahrazeny novými. Všechny tři kostelní zvony byly v roce 1916 zabaveny pro válečné účely. Nová trojice bronzových zvonů byla vysvěcena až v roce 1925.

## Stavba
Kostel je jednolodní, obdélníkového půdorysu s pětibokým kněžištěm se sakristií a skladištěm po jeho stranách. V hlavním průčelí, nad vstupem do kostela stojí věž ve tvaru čtyřbokého hranolu s hodinami.
Původně kostel obklopoval hřbitov, ale ten byl v 19. století zrušen a přesunut severněji na místo, kde leží v současnosti.
Roku 1929 byl interiér vyzdoben akademickým malířem Jano Köhlerem. Cenná je též rokoková varhanní skříň, která byla do Laškova přesunuta ze zrušeného svitavského kostela.